# USS Beatty (DD-756)
O USS Beatty (DD-756) foi um destroyer norte-americano que serviu durante a Segunda Guerra Mundial.
O contratorpedeiro serviu a Armada Nacional da Venezuela entre 1972 e 1981, adotando o nome de ARV Carabobo (D-21).

## Comandante
| Comandante                   | Data                                   |
| ---------------------------- | -------------------------------------- |
| Cdr. Malcolm Townsend Munger | 31 de Março de 1945 - Dezembro de 1946 |